# Politzer crenoterapico
Il politzer crenoterapico è una terapia a cui si può ricorrere in pediatria quando il bambino soffre di catarro endotimpanico o tubarico (orecchio) e nelle otiti catarrali ricorrenti.
Nei bimbi fino all'età di 4 o 5 anni, la terapia consiste nell'invio del gas dell'acqua sulfurea (contenente idrogeno solforato) nella tuba passando dal naso con una piccola olivetta posta nella fossa nasale.
Per bimbi di maggior età, si opera con l'insufflazione endotimpanica, o cateterismo tubarico, dove lo specialista otorinolaringoiatra  sempre tramite il naso, inserisce un catetere nella tuba uditiva, dentro la quale si rilascia a pressione il gas dell'acqua sulfurea.